# 焦熘肉片
焦熘肉片是一道传统济南派鲁菜，主料为猪里脊肉，也可采用通脊肉或后臀尖肉。做法是将肉片腌漬入味后，挂糊拍粉，过油两次炸制酥脆成型。再将其回锅，与调味好的芡汁和半熟的辅料（竹笋、黄瓜、木耳等）一起高火快速熘制成菜。这道菜随着鲁菜厨师流行于华北各地。山东人在清末民初时期闯关东，也将这道菜带到了中国东北，并衍生出了锅包肉。不用肉片而采用肉段时也称焦熘肉段。